# 台東八幡神社
臺東八幡神社是位於臺灣臺東縣東河鄉的神社，由日籍人士在元石清水八幡宮協助下設立。

## 介紹
臺東八幡神社是由3位日籍人士與八幡神社在台東縣東河鄉建造的神社，由於日本退出臺灣時只有少數神社完成廢社工作因此大部分神社內神祇都遺留在臺灣，所以設立台東八幡神社，將其作為台灣神靈的根據地。
與台灣其他神社的差別在於，台東八幡神社並不是重建神社遺址而是新建造的神社。

## 外部連結
facebook